# 有漏
有漏（うろ、梵: sāsrava）とは、仏教において、煩悩に関わる法のこと。
漏（ろ、梵: āsrava）は、さまざまな心の汚れを総称して表す言葉で、広い意味で煩悩と同義と考えられる。仏教では「流れ出る」「漏出」の意味に解し（他に「漏世」「漏注」「漏失」などの漢訳語もある）、汚れ・煩悩は六根（視覚・聴覚など五官と心）から流れ出て、心を散乱させるものと説明した。そのような汚れのある状態を有漏といい、煩悩に関わらない汚れが滅し尽された状態を無漏（むろ、梵: anāsrava）という。

## 漏の数

### 三漏
相応部漏経では、釈迦は以下の三漏を挙げている。
- 欲漏 (Kāma āsavo)
- 有漏 (bhava āsavo)
- 無明漏 (avijjā āsavo)

### 四漏
阿毘達磨大毘婆沙論では、以下の四漏を挙げている。これは四暴流とそのまま対応する。
- 欲漏
- 有漏
- 見漏
- 無明漏

## 有漏の状態
有漏は、厳密には「煩悩の対象となりあるいは煩悩とあい伴うと同時に、煩悩がそれらの上に力をもち、それらをけがすようなもの」という意味となる。たとえば、人はほとけそれ自体を対象として煩悩を起こすこともあるが、ほとけは業・輪廻の世界を超えており、有漏ではない。また、業・輪廻の世界に属するかぎりすべての存在は、善いものも中性のものも悪いものも有漏である。
倶舎論においては、苦・集・滅・道の四諦のうち、苦諦および集諦が有漏に、滅諦（無為の3種類のうち択滅（ちゃくめつ）に同じ。なお、ここでは他の2種類にあたる虚空・非択滅も含む）および道諦が無漏に対応する。図示すれば下記の通り。
| 一切法        | 一切法 | 一切法                       |
| 有為法        | 有為法 | 無為法                       |
| 有漏法        | 無漏法 | 無漏法                       |
| ------------- | ------ | ---------------------------- |
| ・苦諦 ・集諦 | ・道諦 | ・滅諦＝択滅 ・非択滅 ・虚空 |

業と煩悩の世界、平常的人間の世界は有為であって有漏である。さとりの領域に属する涅槃は無為であって無漏である。そして、平常的人間の世界からさとりの領域にすすむ「道（諦）」は、さとりに入っていないから有為であり、同時に煩悩を離れる道だから無漏であると考える。また、倶舎論では「道を除いて余の有為は、彼に於いて漏が随増す」とあり、有漏法は煩悩の対象となるばかりでなく、煩悩がその上にとどまって離れず、なお増大するものであると捉えられている。

## 一休の句
禅僧の一休宗純は、師の華叟宗曇からの「洞山三頓」の公案に対し一休が見解を示し、さらに「有漏路より無漏路へ帰る 一休み 雨ふらば降れ 風ふかば吹け」との句を添えたことをきっかけに、華叟宗曇から「一休」の号を授けられた。